# Nicolas Timmermans
Nicolas Timmermans, est un footballeur belge, né le 4 novembre 1982 en Belgique. Il évolue actuellement au RWDM comme milieu de terrain.

## Biographie
Nicolas Timmermans commence sa carrière au RWDM. Il débute en 1re division belge avec ce club lors de l'année 2001.
En 2002, il rejoint le club du KFC Strombeek. Puis en 2003, il s'engage en faveur du Lierse SK.
Après un passage au KV Courtrai puis au KVC Westerlo, Nicolas Timmermans signe un contrat avec le RAEC Mons.
À cause de la relégation du RAEC Mons, il signe à l'AS Eupen en 2014.

## Palmarès
- Champion de Belgique de D2 en 2008 avec le KV Courtrai

- Champion de Belgique de D2 Amateur en 2018 avec le Racing White Daring de Molenbeek